# Hans-Georg Rammensee
Hans-Georg Rammensee (Tübingen, 12 de abril de 1953) é um imunologista alemão.

## Condecorações
- 1991 Prêmio Meyenburg
- 1992 Prêmio Gottfried Wilhelm Leibniz da Deutsche Forschungsgemeinschaft
- 1993 Prêmio Robert Koch
- 1996 Prêmio Paul Ehrlich e Ludwig Darmstaedter
- 2013 Prêmio Família Hansen
- 2013 Deutsche Krebshilfe Preis
- 2016 Prêmio Ernst Jung

## Obras
- Editor com Christoph Huber, Thomas Wölfel, Cedrik Britten: Krebsimmuntherapien- Standards und Innovationen. Deutscher Ärzteverlag, 2008
- com T. Weinschenk, C. Gouttefangeas, S. Stevanovic: Towards patient-specific tumor antigen selection for vaccination.  Immunol Rev., Volume 188, 2002, p. 164.
- Peptides made to order. Immunity, Volume 25, 2006, p. 693–695
- Survival of the fitters. Nature, Volume 419, 2002, p. 443–445
- News and Views: Immunology: Protein surgery. Nature, Volume 427, 2004, p. 203–204
- com K. Falk, O. Rötzschke, S. Stevanovic, G. Jung: Allele-specific motifs revealed by sequencing of self-peptides eluted from MHC molecules. Nature, Volume 351, 1990, p. 290–296
- com O. Rötzschke, K. Falk, K. Deres, H. Schild, M. Norda, J. Metzger, G. Jung: Isolation and analysis of naturally processed viral peptides as recognized by cytotoxic T cells. Nature, Volume 348, 1990, p. 252–254
- com K. Falk, O. Rötzschke: Cellular peptide composition governed by major histocompatibility complex class I molecules. Nature, Volume 348, 1990, p. 248–251.
- com Rötzschke, O., K. Falk, H.-J. Wallny, S. Faath: Characterization of naturally occurring minor histocompatibility peptides including H-4 and H-Y. Science, Volume 249, 1990, p. 283–287
- mit H.-J. Wallny: Identification of classical minor histocompatibility antigen as cell-derived peptide. Nature, Volume 343, 1990, p. 275–278
- com K. Deres, H. Schild, K.-H. Wiesmüller, G. Jung: In vivo priming of virus-specific cytotoxic T lymphocytes with synthetic lipopeptide vaccine.  Nature, Volume 342, 1989, p. 561–564
- com P. J. Robinson, A. Crisanti, M. J. Bevan: Restricted recognition of beta 2-microglobulin by cytotoxic T lymphocytes. Nature, Volume 319, 1986, p. 502–504.
- com M. J. Bevan: Evidence from in vitro studies that tolerance to self antigens is MHC-restricted. Nature, Volume 308, 1984, p. 741–744